# Cymophora
Cymophora es un género de plantas con flores, perteneciente a la familia  Asteraceae. Comprende 9 especies descritas y de estas, solo 6 aceptadas.

## Taxonomía
El género fue descrito por Benjamin Lincoln Robinson y publicado en Proceedings of the American Academy of Arts and Sciences 43(2): 39. 1907. La especie tipo es: Cymophora pringlei B.L.Rob.	

## Especies aceptadas
A continuación se brinda un listado de las especies del género Cymophora aceptadas hasta julio de 2012, ordenadas alfabéticamente. Para cada una se indica el nombre binomial seguido del autor, abreviado según las convenciones y usos.
- Cymophora accedens (S.F.Blake) B.L.Turner & A.M.Powell
- Cymophora hintonii B.L.Turner & A.M.Powell
- Cymophora luckowana B.L.Turner
- Cymophora pringlei B.L.Rob.